# إيمانويل أكوكو

إيمانويل أكوكو من مواليد 10 يناير 1983 هو لاعب كرة قدم غاني محترف سابق لعب كمدافع. شارك مع نادي أدوانا ستارز الغاني الممتاز بمعظم مسيرته الكروية. وقد سبق له اللعب مع نادي برقان الكويتي.

## المسيرة الكروية

### أدوانا ستارز
بدأ أكوكو مسيرته الكروية مع نادي أدوانا ستارز ومقره دورما في سبتمبر 2007. وكان ضمن الفريق الفائز بلقب دوري الدرجة الأولى الغاني وصعد إلى الدوري الغاني الممتاز في أغسطس 2009 لأول مرة في تاريخ النادي. وساهم أكوكو في فوز النادي بأول لقب له في الدوري الممتاز في موسمه الافتتاحي 2009-2010 بقيادة المدرب هربرت أدو محققًا العديد من الأرقام القياسية بما في ذلك رقم قياسي عالمي لأقل الأبطال إنتاجية بتسجيله 19 هدفًا في 30 مباراة معادلًا إياه بمتوسط 0.6333 هدفًا في المباراة الواحدة.
اعتبارًا من عام 2015 كان يشغل منصب قائد النادي. بالإضافة لشغل منصب القائد فقد اضطلع دورًا رئيسيًا في مساعدتهم على رفع لقب الدوري الثاني خلال الدوري الغاني الممتاز عام 2017. ومنذ عام 2018 شغل منصب القائد العام للفريق مع يحيى محمد وجوزيف أدو وبول أيدو الذين شغلوا جميعًا منصب قادة الفريق في وقت ما.

### نادي برقان الرياضي
في 5 أغسطس 2019 انضم أكوكو إلى نادي برقان الكويتي. وانضم إلى زميله السابق في فريق أدوانا ستارز المدافع برايت أدجي الذي وقّع للنادي أيضًا قبله بأيام.

### العودة إلى نجوم أدوانا
واجهت عملية انتقال أكوكو إلى نادي بورغاس عقبة وعاد إلى ناديه السابق أدوانا ستارز في ديسمبر 2019. في مايو 2020 وفي سن 37 عامًا ذكر في مقابلة أنه لم يكن مستعدًا لتعليق حذائه بل كان لديه 5-6 سنوات أخرى في مسيرته الكروية واستبعد اعتزال كرة القدم بعد عام 2025.

## المسيرة الدولية
تلقى أكوكو استدعاءات للانضمام إلى منتخب غانا لكرة القدم -فريق النجوم السوداء المحلي- في عامي 2011 و2015.

## أسلوب اللعب
يلعب أكوكو بصفة أساسية كمدافع مركزي ولكنه يمتلك القدرة على اللعب في خط الدفاع وكلاعب خط وسط دفاعي.

## الحياة الشخصية
في عام 2020 كشف أكوكو عن حلمه بأن يصبح وكيل كرة قدم محترف بعد اعتزاله لعب كرة القدم. وقام ببناء منزل مكون من خمس غرف نوم في كوماسي عاصمة منطقة أشانتي بمساعدة مدير البنك في النادي أومانهيني من دورما أوساجييفو أوسيديو نانا أجييمان بادو الثاني.

## الأوسمة
أدوانا ستارز
- الدوري الغاني الممتاز: 2009–10 و2017[1]
- كأس السوبر الغاني: 2018[1]

## روابط خارجية
- إيمانويل أكوكو على الأرشيف الرياضي العالمي

- إيمانويل أكوكو في موقع كرة القدم العالمية.نت
- إيمانويل أكوكو  على سكروي